# Andersen Viana
Andersen Viana (Belo Horizonte, 1962) é um maestro, compositor, arranjador e produtor musical brasileiro.
Recebeu 29 prêmios em concursos de composição no Brasil, Chile, Itália, França, EUA, Bélgica e Holanda. Sua produção é muito diversificada (multi-esteticismo), pertencente ao pós-modernismo, indo de composições para solos de instrumentos, vozes até orquestra sinfônica e música eletrônica. Tem composto música para filmes nacionais - longas e curtas metragens - tendo estudado música para cinema na Itália na década de 1990. Desenvolve uma linha composicional que se encontra também, entre a música erudita e a popular, em alguns casos abrangendo estas duas principais correntes estéticas. Atua como maestro-compositor, produtor cultural e lecciona diversas matérias musicais no Estado de Minas Gerais, além de eventualmente ministrar palestras em universidades pelo país e exterior.
Doutor em Música e Composição pela Universidade Federal da Bahia, Andersen especializou-se em Música para Cinema, tendo estudado nas seguintes instituições musicais no Brasil, Itália e Suécia: Reale Accademia di Bologna, Arts Academy of Rome, Accademia Chigiana di Siena, Royal University College of Music de Estocolmo, UFMG e UFBA. Teve como professores seu pai  Sebastião Vianna - revisor de Villa-Lobos - Violeta Hemsy de Gainza, Ennio Morricone, David Machado, Oiliam Lana, Paulo Bosísio, Arthur Bosmans, Manuel Veiga e Paulo Costa Lima, entre outros. 
Por sua obra musical recebeu 29 premiações no Brasil e exterior, incluindo o “Prix de Composition” no I Concurso de Composição – Festin Choral 2013 na França, 1º Lugar no “Concurso Internacional de Composição Susanville Symphony 2012” nos EUA, 1º Lugar no Concurso Internacional de Composição ”Lys Music Orchestra 2001” na Bélgica, 1º Lugar e o “Prêmio do Público” no “Concurso Internacional de Composição Lambersart 2006” na França. 
Em seu catálogo atual cerca de 401 obras, compostas para vozes, instrumentos acústicos e eletrônicos. 
Em 2002 realizou uma das raras gravações de um maestro-compositor brasileiro na direção da renomada orquestra europeia Moravska Filarmonie, da República Tcheca, e em 2007 gravou suas obras com a Orquestra Russa Estatal de Cinema em Moscou. 
Além da música, trafega em outras áreas da cultura. Após ter frequentado oficinas de textos, roteiros de cinema com Ana Miranda, Paulo Halm e Cláudio Mac Dowell, lançou em 2005 seu primeiro livro de ficção, Contos Cinematográficos Volume I. É membro da Academia Internacional de Trilha Sonora. Sócio administrado da ASSIM/Brasil. 